# Полянское (Тонкинский район)
Поля́нское — село в Тонкинском районе Нижегородской области. Входит в состав Пакалевского сельсовета.

## География
Село находится в северо-восточной части Нижегородской области, в подзоне южной тайги, на расстоянии примерно 32 км (по прямой) к юго-западу от рабочего посёлка Тонкино, административного центра района.

### Часовой пояс
Село Полянское, как и вся Нижегородская область, находится в часовой зоне МСК (московское время). Смещение применяемого времени относительно UTC составляет +3:00.

## История
В 1870 году в селе насчитывалось 14 дворов и проживало 53 жителя, в 1916 году — 29 дворов и 154 жителя. Был развит лесной промысел. В период коллективизации в селе образован колхоз «Профинтерн».

## Население
| 2002 | 2010 |
| ---- | ---- |
| 193  | ↘99  |

### Национальный состав
Согласно результатам переписи 2002 года, в национальной структуре населения русские составляли 96 % из 193 чел.